# Мемрик
Мемри́к — село Новогродівської міської громади Покровського району Донецької області, Україна. У селі мешкає 398 осіб.

## Загальні відомості
Відстань до райцентру становить 30 км і проходить автошляхом E50. Мемрик межує із селом Галицинівка Мар'їнський район Донецької області.

## Історія
Село засноване 1885 р. менонітами з молочанських колоній. Назва походить від назви байраку. Менонітська община Мемрик. Молитовний дім (1898). Землі 1260 десятин. Фруктові сади. Школа (1887), центральне училище (1918). Відділення Спілки громадян голландського походження (1922). Сільрада (1926). Мешканців села депортовано у жовтні 1941 р.
7 (20) листопада 1917 року, відповідно до Третього Універсалу Української Центральної Ради, увійшло до складу Української Народної Республіки.

## Населення
| Рік  | Кількість населення |
| ---- | ------------------- |
| 1911 | 147                 |
| 1926 | 336/321 нем.        |

### Мова
Розподіл населення за рідною мовою за даними перепису 2001 року:
| Мова            | Кількість | Відсоток |
| --------------- | --------- | -------- |
| російська       | 242       | 60.81%   |
| українська      | 153       | 38.44%   |
| грецька         | 1         | 0.25%    |
| румунська       | 1         | 0.25%    |
| інші/не вказали | 1         | 0.25%    |
| Усього          | 398       | 100%     |

За даними перепису 2001 року населення села становило 398 осіб, із них 38,44 % зазначили рідною мову українську, 60,8 % — російську, 0,25 % — молдовську та грецьку мови.